# Liste des clochers-murs du Gard
Cet article recense les édifices religieux du Gard, en France, munis d'un clocher-mur.

## Liste
| Édifice                          | Commune               | Notes             | Coordonnées                      | Photo |
| -------------------------------- | --------------------- | ----------------- | -------------------------------- | ----- |
| Église Notre-Dame-des-Sablons    | Aigues-Mortes         | Classé MH (1990)  | 43° 34′ 01″ nord, 4° 11′ 26″ est |       |
| Église Saint-Martin              | Aujac                 | Inscrit MH (1949) | 44° 20′ 53″ nord, 4° 00′ 51″ est |       |
| Église Saint-Hilaire             | Aumessas              |                   | 43° 59′ 29″ nord, 3° 30′ 05″ est |       |
| Église Saint-Pierre de Blannaves | Branoux-les-Taillades | Inscrit MH (1949) | 44° 14′ 12″ nord, 3° 58′ 19″ est |       |
| Église Saint-Théodorit           | Bonnevaux             |                   | 44° 22′ 03″ nord, 4° 01′ 48″ est |       |
| Église Saint-Étienne             | Concoules             | Inscrit MH (1949) | 44° 22′ 49″ nord, 3° 56′ 19″ est |       |
| Église Saint-Pierre              | Génolhac              |                   | 44° 17′ 03″ nord, 4° 00′ 23″ est |       |
| Église Saint-Pierre de Malons    | Malons-et-Elze        | Inscrit MH (1949) | 44° 25′ 04″ nord, 4° 01′ 25″ est |       |
| Église Sainte-Barbe              | Le Martinet           |                   | 44° 15′ 05″ nord, 4° 05′ 15″ est |       |
| Église Notre-Dame-d'Accueil      | Vergèze               |                   | 43° 44′ 11″ nord, 4° 14′ 19″ est |       |